# Двоєдушник
Двоєдушники — персонажі української міфології. За легендами народжуються з двома душами: людською і демонічною, володіють особливою силою, яка дає їм змогу відгонити град, зливи й вести хмари в потрібному напрямку. Демонічна душа покидає тіло сплячого й літає у вигляді нічного метелика, душить людей і смокче їхню кров, причому після смерті вона нікуди не відлітає і, залишаючись у тілі мерця, піднімає його з могили. Як і відьми, чаклуни поділяються на природжених і навчених. Природженими чаклунами-двоєдушниками могли бути позашлюбні в четвертому поколінні діти (народжена поза шлюбом дівка родить дівку, ця друга приносить третю, народжений від третьої позашлюбний хлопчик стає чаклуном, а дівчинка — відьмою). Двоєдушники є старшими над усіма відьмами й відьмаками своєї околиці і звуться упирями.
Як поспориш з відьмою, — кажуть люди, — то мерщій іди до їхнього начальника — опиряки — і проси його, щоб він тебе помилував і наказав тій відьмі, щоб вона не займала тебе.